# Johan Frans van Willigen
Johan Frans van Willigen (Ravenstein, 1698 - Ravenstein, 1767) was advocaat-fiscaal in criminele zaken en notabele in Ravenstein. Hij was de zoon van Johan van Willigen, vice-drost van de heer van Ravenstein.
Hij was de stichter van de Ravensteinse Loterij, dat geld opbracht voor rooms-katholieke projecten. Zo waren de opbrengsten voor de nieuwe Sint-Luciakerk en het klein-seminarie van de jezuïeten in Ravenstein.
Hij is begraven in de Sint-Luciakerk.
Zijn broer Willem Ignatius, die als bijnaam Aloysius Gonzaga in het jezuïetenklooster droeg, was pastoor en hoofd van de Latijnse School in Ravenstein.